# Ron Silver
Pour les articles homonymes, voir Silver.
Ron Silver est un acteur et réalisateur américain, né le 2 juillet 1946 à Manhattan (New York) et mort le 15 mars 2009 à New York (États-Unis), d'un cancer de l'œsophage.

## Biographie
Acteur de cinéma et de télévision, Ron Silver a également réalisé un téléfilm Lifepod en 1993.

## Filmographie

### Cinéma
- 1976 : Tunnel Vision (en) de Neal Israel et Bradley R. Swirnoff : Dr. Manuel Labor
- 1977 : Les Faux-durs (Semi-Tough) de Michael Ritchie : Vlada Kostov
- 1982 : L'Emprise (The Entity) : Phil Sneiderman
- 1982 : Horreur dans la ville (Silent Rage) : Dr. Tom Halman
- 1982 : Best Friends de Norman Jewison : Larry Weisman
- 1983 : Lovesick : Ted Caruso
- 1983 : Le Mystère Silkwood (Silkwood) de Mike Nichols : Paul Stone
- 1984 : The Goodbye People : Eddie Bergson
- 1984 : À la recherche de Garbo (Garbo Talks) : Gilbert Rolfe
- 1984 : Oh, God! You Devil! de Paul Bogart : Gary Frantz
- 1986 : Eat and Run : Mickey McSorely
- 1989 : Enemies: A Love Story : Herman Broder
- 1990 : Blue Steel de Kathryn Bigelow : Eugene Hunt
- 1990 : Le Mystère von Bülow (Reversal of Fortune) : Alan Dershowitz
- 1991 : The Good Policeman : Isaac Seidel
- 1991 : Pour le meilleur et pour le rire (Married to It) de Arthur Hiller : Leo Rothenberg
- 1992 : Explosion immédiate (Live Wire) : Frank Traveres
- 1992 : Mr. Saturday Night de Billy Crystal : Larry Meyerson
- 1994 : Timecop : Sénateur Aaron McComb
- 1996 : Saugatuck (Skeletons) : Peter Crane
- 1996 : Girl 6 : Director 2, LA
- 1996 : The Arrival : Phil Gordian / Mexican Guard
- 1996 : Sans alternative (Deadly Outbreak) : Colonel Baron
- 1998 : The White Raven : Tully Windsor
- 2000 : Exposure (vidéo) : Gary Whitford
- 2001 : Festival in Cannes : Rick Yorkin
- 2001 : Ali : Angelo Dundee
- 2002 : The Wisher : Campbell
- 2005 : Red Mercury : Sidney
- 2006 : Jugez-moi coupable (Find Me Guilty) : Judge Finestein

### Télévision
- 1974 : The Mac Davis Show (série télévisée)
- 1976 : The Return of the World's Greatest Detective : Dr. Collins
- 1978 : Murder at the Mardi Gras : Larry Cook
- 1978 : Betrayal : Bob Cohen
- 1979 : Chère détective : Det. Schwartz
- 1979 : Détective Chérie (Dear Detective) (série télévisée) : Détective Schwartz
- 1980 : The Stockard Channing Show (série télévisée) : Brad Gabriel
- 1981 : Word of Honor (en) : David Lerner
- 1982 : Baker's Dozen (série télévisée) : Mike Locasale
- 1985 : Kane and Abel (série télévisée) : Thaddeus Cohen
- 1986 : Trapped in Silence : Doctor Jeff Tomlinson
- 1987 : Billionaire Boys Club (en) : Ron Levin
- 1988 : Das Rattennest : Max Greenwald
- 1990 : Screen Two (en) : Asa Kaufman
- 1990 : Forgotten Prisoners: The Amnesty Files
- 1993 : Angle mort (Blind Side) : Doug Kaines
- 1993 : Lifepod : Terman
- 1995 : Les Tourments du destin (épisode A Woman of Independent Means) (série télévisée) : Arthur
- 1995 : Almost Golden: The Jessica Savitch Story : Ron Kershaw
- 1995 : Kissinger and Nixon : voix d'Henry Kissinger
- 1996 : Shadow Zone: The Undead Express : Valentine
- 1997 : Danger Zone (série télévisée) : Maurice Dupont
- 1997 : The Beneficiary : Guy Girard
- 1998 : Black and White : Simon Herzel
- 1998 : Rhapsody in Bloom : Mitch Bloom
- 1999 : De tout mon cœur (Love Is Strange) : Tom Ainsworth
- 1999 : Mission d'élite (In the Company of Spies) : Tom Lenahan
- 2000 : Ratz : la bague magique : Herb Soric
- 2000 : Haute Voltige sur Miami (Cutaway) : lieutenant Brian Margate
- 2000 : American Tragedy : Robert Shapiro
- 2001 : When Billie Beat Bobby (en) : Bobby Riggs
- 2002 : À la Maison-Blanche (série télévisée, saisons 3, 4, 6 et 7) : Bruno Gianelli
- 2002 : Master Spy: The Robert Hanssen Story : Mike Fine
- 2003 : Skin (série télévisée) : Larry Goldman
- 2004 : Jack (en) : Paul
- 2007 : Preuve à l'appui (série télévisée 1 ép.) : Shelly Levine

## Voix françaises
| - José Luccioni dans : - Un flic dans la mafia (série télévisée) - À la Maison-Blanche (série télévisée, 2e voix) - Red Mercury - Jean-Luc Kayser dans : - Timecop - Les Dessous de Veronica (série télévisée) - Haute Voltige sur Miami (téléfilm) - Hervé Bellon dans : - L'Emprise - Blue Steel - Philippe Ogouz dans : - Le Mystère von Bülow - Les otages de la terreur (téléfilm) - Michel Papineschi dans : - De tout mon cœur (téléfilm) - Preuve à l'appui (série télévisée) | Et aussi - Érik Colin dans Le Mystère Silkwood - Dominique Collignon-Maurin dans À la recherche de Garbo - François Jaubert dans Explosion immédiate - Bernard Lanneau dans Angle mort (téléfilm) - Dominique Paturel dans Zone dangereuse - Stefan Godin dans Chicago Hope : La Vie à tout prix (série télévisée) - Patrick Laplace dans The Arrival - Guy Chapellier dans The Practice : Donnell et Associés (série télévisée) - Michel Favory dans À la Maison-Blanche (série télévisée, 1re voix) - Michel Dodane dans New York, cour de justice (série télévisée) - Hervé Jolly dans Jugez-moi coupable |